# Xanthocnemis sobrina
Xanthocnemis sobrina là một loài chuồn chuồn kim trong họ Coenagrionidae.
Loài này được xếp vào nhóm loài thiếu dữ liệu trong sách Đỏ của IUCN năm 2007.
Xanthocnemis sobrina được McLachlan miêu tả khoa học năm 1873.